# Ю
Cette page contient des caractères spéciaux ou non latins. S’ils s’affichent mal (▯, ?, etc.), consultez la page d’aide Unicode.

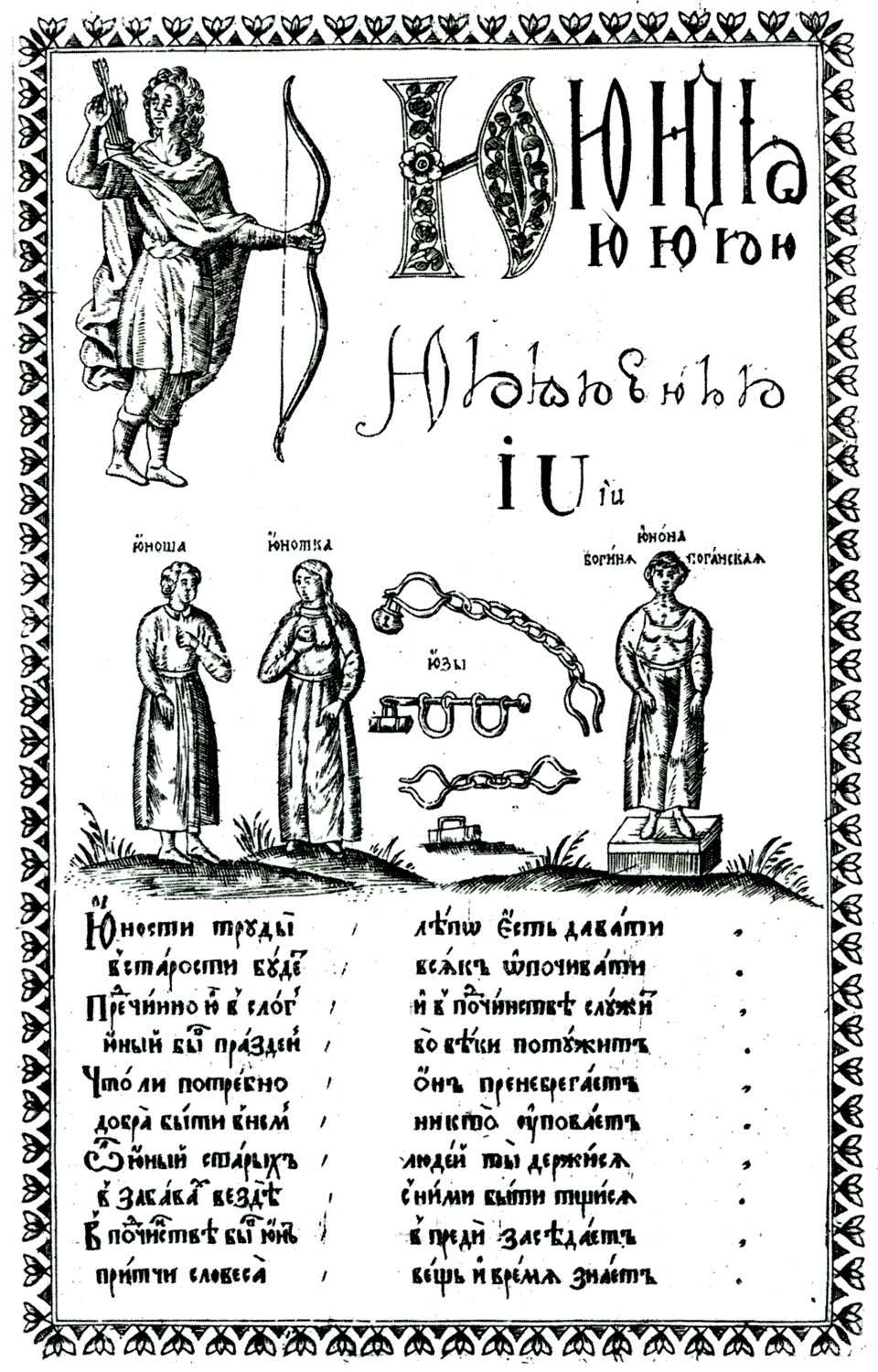
Les formes du you dans l’Alphabet de Karion Istomin de 1694.

Iou (capitale Ю, minuscule ю) est la 32e et avant-dernière lettre de l'alphabet cyrillique.
Elle sert parfois à accueillir des mots issus de la langue française pour pallier l'absence de u (/y/), ou de l'anglais (alors prononcé « iou »).

## Utilisation
La lettre est originellement un ouk yodifié І+ОУ.
Exemples d'utilisation du Ю :
| Russe | Français |
| ----- | -------- |
| Жюри  | Jury     |
| Бюро  | Bureau   |
| Дебют | Début    |
| Меню  | Menu     |

Par ce fait, elle se prononce en théorie /y/ mais les Russes ont tendance à la prononcer plutôt différemment.[réf. nécessaire]

## Iou réfléchi
Le iou réfléchi (capitale : Ꙕ, minuscule : ꙕ) est une forme archaïque du iou de l’alphabet cyrillique.
Le iou réfléchi a été utilisé dans des manuscripts en moyen bulgare (en).
Il est retrouvé à la place du iou ‹ ю › dans certains documents, par exemple : ‹ Въороужаꙕть › (Изб. 1073 г. 68), ‹ Призьрꙕ ›, ‹ съхранꙕ › (Псалт. толк. ХІ в. Толст. Лавр. Оп. 26).

## Représentation informatique
Le iou peut être représenté avec les caractères Unicode suivants :
- décomposé (cyrillique, diacritiques) :

| formes    | représentations | chaînes de caractères | points de code | descriptions                             |
| --------- | --------------- | --------------------- | -------------- | ---------------------------------------- |
| capitale  | Ю               | Ю                     | U+042E         | lettre majuscule cyrillique iou          |
| minuscule | ю               | ю                     | U+044E         | lettre minuscule cyrillique iou          |
| capitale  | Ꙕ               | Ꙕ                     | U+A654         | lettre majuscule cyrillique iou réfléchi |
| minuscule | ꙕ               | ꙕ                     | U+A655         | lettre minuscule cyrillique iou réfléchi |